# Cleidogona alata
Cleidogona alata är en mångfotingart som beskrevs av Ottis Robert Causey 1961. Cleidogona alata ingår i släktet Cleidogona och familjen Cleidogonidae. Inga underarter finns listade i Catalogue of Life.